# Maïa Hirsch
Maïa Hirsch, née le 13 novembre 2003 à Saint-Quentin dans l'Aisne, est une joueuse de basket-ball française évoluant aux postes d'ailière forte et pivot.

## Biographie
Formée au Roannais basket féminin, elle intègre en 2018 le Centre fédéral. Elle y reste un an avant de retourner jouer au club de Roanne qui évolue en NF1 et dont son père, Olivier Hirsch, est l'entraîneur.
Elle reste deux ans à Roanne avant de s'engager au club de Charnay évoluant en LFB pour la saison 2021-22. Elle signe une saison individuelle plutôt réussie, avec des moyennes de 7,4 points et 2,4 rebonds en 20 minutes. Mais son équipe finit dernière de saison régulière puis dernière des play-downs et est donc reléguée en LF2. Maïa Hirsch ne reste pas à Charnay et s'engage avec Villeneuve-d'Ascq pour la saison 2022-2023 qui, ayant finit deuxième de saison régulière, participe à l'Euroligue 2022-2023.
Le 10 avril 2023, au cours de la Draft WNBA 2023, elle est sélectionnée au premier tour, en douzième position par les Lynx du Minnesota, dans une draft où trois joueuses françaises ont été choisies.
Peu utilisée à Villeneuve-d’Ascq lors d'une saison perturbée par les blessures (2,7 points, 2,4 rebonds en 9 matchs), elle signe chez les Flammes Carolo pour la saison suivante.

## Palmarès
- Championne de France LFB 2024 avec Villeneuve-d'Ascq[8]